# Ectopatria aspera
Ectopatria aspera är en fjärilsart som beskrevs av Walker 1857. Ectopatria aspera ingår i släktet Ectopatria och familjen nattflyn. Inga underarter finns listade i Catalogue of Life.